# Polybetes rapidus
Polybetes rapidus är en spindelart som först beskrevs av Eugen von Keyserling 1880.  Polybetes rapidus ingår i släktet Polybetes och familjen jättekrabbspindlar. Inga underarter finns listade i Catalogue of Life.